# Everardo Peña Navarro

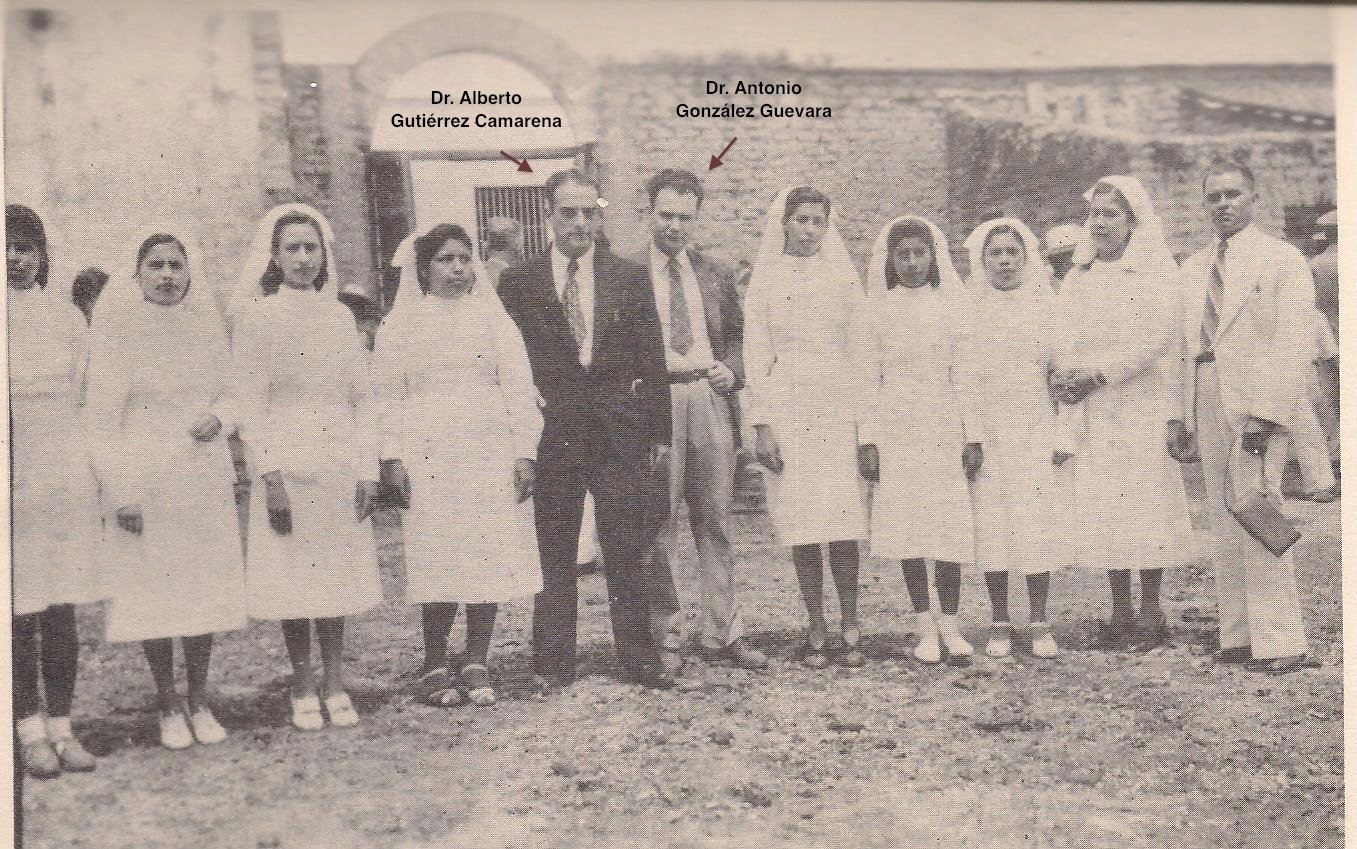
Integrante del consejo de administración

Everardo Peña Navarro (Ixtlán del Río, Nayarit; 1887 — Tepic, Nayarit; 1970). Fue un historiador mexicano. En 1911, se unió a la Revolución mexicana, encabezada por Francisco I. Madero. Fue jefe de los departamentos de Turismo y Publicaciones, y de Antropología e Historia del Estado de Nayarit, visitador de Gobernación y Hacienda, oficial mayor del gobierno nayarita, prefecto político en San Blas, diputado federal, presidente municipal de Tepic, gobernador interino del estado en 1925 y director del Museo Regional.

## Obras publicadas
- Estudio histórico del Estado de Nayarit
- Recopilación de datos históricos de la guerra de la independencia en Nayarit
- Misioneros y colonizadores